# The Legend of Chin
The Legend of Chin — дебютный альбом рок-группы Switchfoot, выпущенный инди-лейблом Rethink 17 июня 1997 года (см. 1997 в музыке), спродюсированный бас-гитаристом в стиле кантри Джимми Ли Слоасом.

## Об альбоме
Альбом получил имя в честь Вилли Чина, хорошего друга всех участников Switchfoot.
«Chem 6A» была первым клипом, отснятым Switchfoot
Песня «You» стала основной темой фильма Спеши любить

## Список композиций
1. Bomb — 2:46
2. Chem 6A — 3:11
3. Underwater — 3:46
4. Edge of My Seat — 2:47
5. Home — 4:03
6. Might Have Ben Hur — 2:38
7. Concrete Girl — 5:05
8. Life and Love and Why — 2:52
9. You — 4:13
10. Ode to Chin — 2:15
11. Don’t Be There — 4:22

## Участники записи
- Йон Форман — гитара, вокал
- Тим Форман — бас-гитара, бэк-вокал
- Чед Батлер — барабаны, бэк-вокал